# Geologisk Museum, Köpenhamn

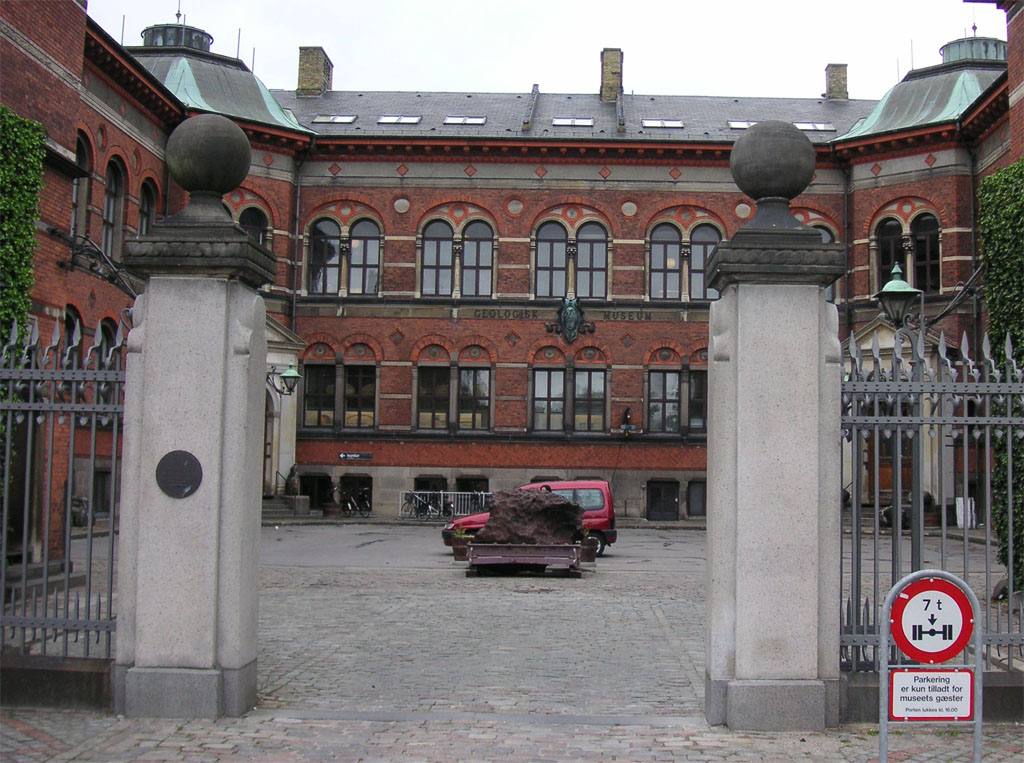
Geologisk Museum. Mitt på gården meteoriten Agpalilik.

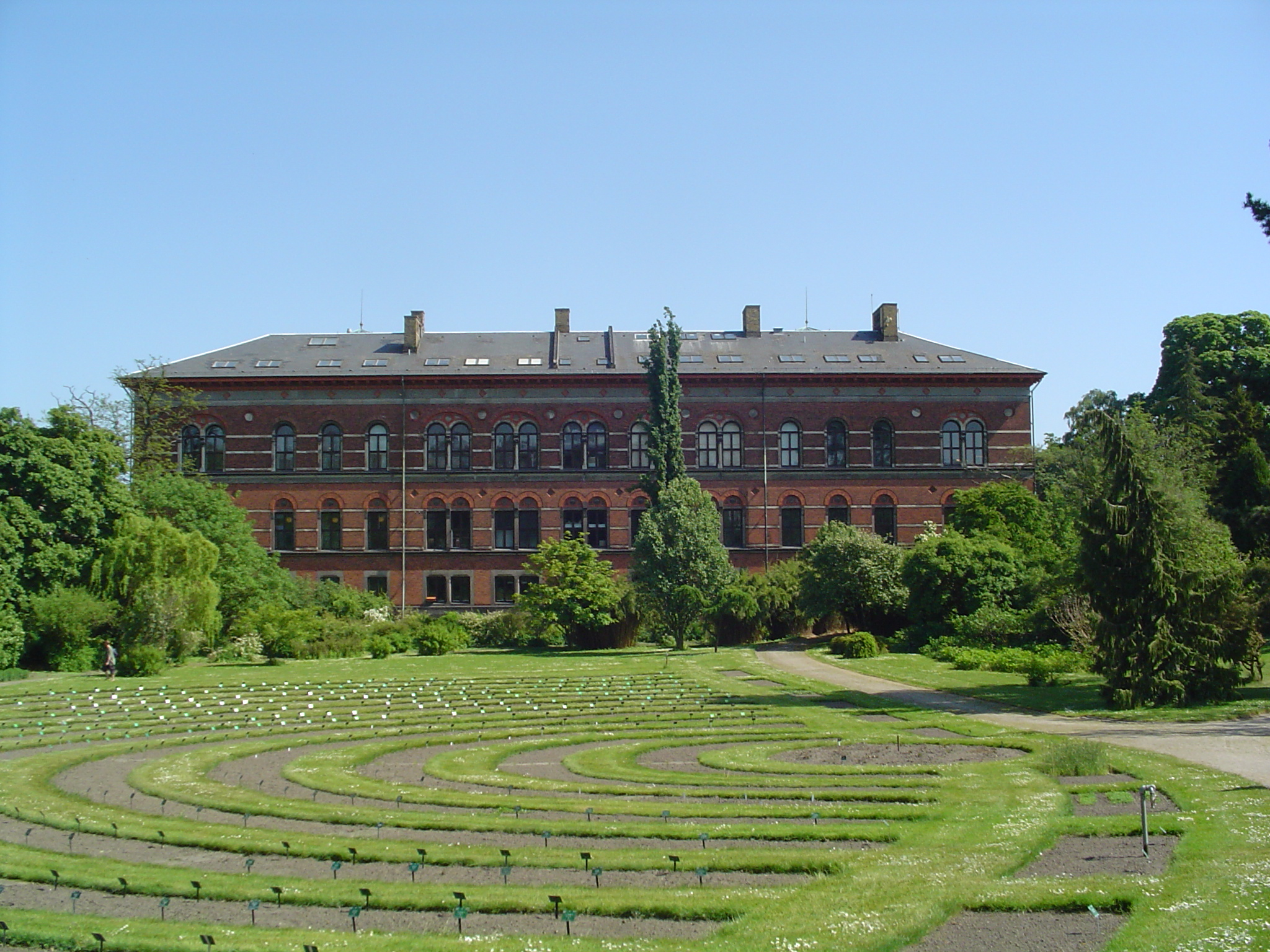
Geologisk Museum sett från Botanisk Have - i förgrunden dennas rabatter för annueller.

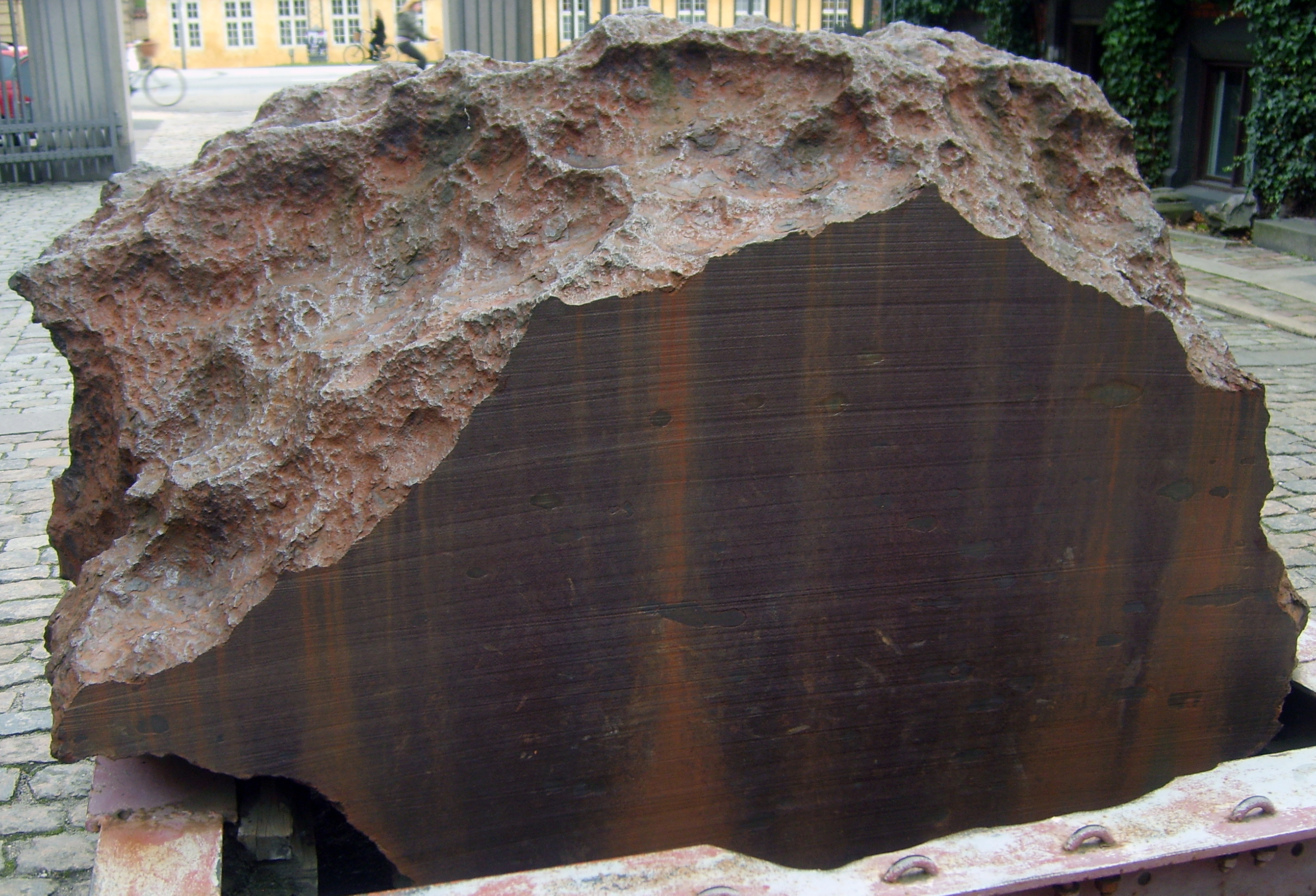
Meteoriten Agpalilik. Den ligger fortfarande kvar i den ram som användes för att transportera den till Danmark från Grönland.

Geologisk Museum ligger på Øster Voldgade 5-7 i Köpenhamn, i hörnet av Botanisk Have, tvärs över Sølvgade från Statens Museum for Kunst.
Museet sorterar under den natur- og biovetenskapliga fakulteten vid Köpenhamns universitet och omfattar en rad geologiska samlingar av mineral, bergarter, fossil och meteoriter. Museets uppgifter är underhåll av samlingarna, forskning och utställningar.
Museet flyttade in i byggnaden vid Øster Voldgade 1893, men början till samlingarna kan dateras tillbaka ända till 1600-talet. Den 1 januari 2004 inlemmades museet, tillsammans med Botanisk Have och Zoologisk Museum i det då nybildade Statens Naturhistoriske Museum.

## Utställning
Meteoriten Agpalilik (grönländska för "klippan där havskungarna bor") på 20,1 ton som hittades vid Kap York på Grönland, och den tyngsta som finns att se i Europa, kan ses på museets gård, och så även den drygt tre ton tunga Savik 1. Utöver dessa bjässar har museet en av Europas största meteoritsamlingar (550 stycken).
Museet ställer också ut ett litet fragment från månen som fördes tillbaka av Apollo 17 1972 från Taurus-Littrow-dalen.
Härutöver finns det sedvanliga utställningar av mineral, bergarter och fossil, samt en stor avdelning för Grönlands geologi och ett naturaliekabinett, De særeste ting, som består av föremål från Det Kongelige Kunstkammer och Museum Wormianum, skapat av läkaren Ole Worm på mitten av 1600-talet.